# Échiré

Échiré este o comună în departamentul Deux-Sèvres, Franța. În 2009 avea o populație de 3,321 de locuitori.